# Ocalaria guarana
Ocalaria guarana là một loài bướm đêm trong họ Noctuidae.